# Estlands bildkonst
Tidiga verk som i viss mån kan räknas till den estniska bildkonsten finns i Nikolaikyrkan i Tallinn men de skapade av personer från Lübeck som Hermen Rode och Bernt Notke.
Den första professionella målaren från Estland var Johann Köler. Många av hans verk räknas till impressionism. För att ha en bra inkomstkälla skapade han flera porträtt och religiösa målningar, bland annat för Karlskyrkan i Tallinn. Kölers verk omfattar även flera målningar som visar Estlands lantliv. Han utförde flera studieresor till Frankrike, Italien, Tyskland och Ryssland. Den första nationella konstutställning 1903 i Tallinn dominerades av målningar från Ants Laikmaa och Kristjan Raud. De skapade flera verk under resor och de var längre tider i landet. I viss mån kan de betraktas som motsvarigheten till den litterära gruppen Noor-Eesti. Laikmaas landskapsmålningar avbildar främst regionen kring Hapsal och andra ställen i västra Estland. Rauds verk är ofta utförda i träkol eller blyertspenna. Han skapade en berömd teckning av Kalevipoeg, huvudkaraktären i nationaleposen med samma namn.
Under den första självständigheten var Konrad Mägi den dominerande landskapsmålaren. Hans tidiga verk var mycket färgglada. Senare skapade han även mörka målningar, kanske på grund av en sjukdom eller efter inspiration från Edvard Munch. Under andra världskriget sökte flera estniska konstnärer skydd i Tyskland, Sverige eller vid konstnärskolonin nära Jaroslavl. En av de valde Sverige var Erik Haamer. I Sovjetunionen visades hans målningar efter 1970. I Estland mottog han hedersbetygelser efter självständigheten 1991. Tecknaren Karin Luts-Arumaa var bekant i Estland 1944 men det tog en längre tid tills hon fick uppmärksamhet i Sverige.
Under den sovjetiska tiden propagerades verk som tillhörde den socialistiska realismen. Målare som inte gick med i linjen som Paul Kondas blev först kända efter döden. Målaren Evald Okas var en av de som var i Jaroslavl. Han studerade efter kriget i Moskva och tillsammans med olika utmärkelser fick han privilegier. Han hade tillåtelse att måla aktstudier av kvinnor och han fick resa till olika stater. Kondas verk betraktas därför i Estland skeptisk. Betydande verk är en muralmålning från 1947 i Tallinns konserthus, en muralmålning i ett palats i stadsdelen Maarjamäe och målningar i hans personliga museum i Hapsal. Även Adamson-Eric var i Jaroslavl och hans målningar var mellan 1949 och 1966 inte välkomna i Västvärldens konstutställningar. Marinmålaren Richard Uutmaa skapade sina avbildningar av landskap vid havet och av fiskare utan politiska aktiviteter. Jüri Arrak fick endast uppleva restriktioner under 1960-talet. Hans verk är en blandning av pop art, surrealism och kubism. Arrak skapade bland annat en altartavla i orten Halliste.

## Galleri

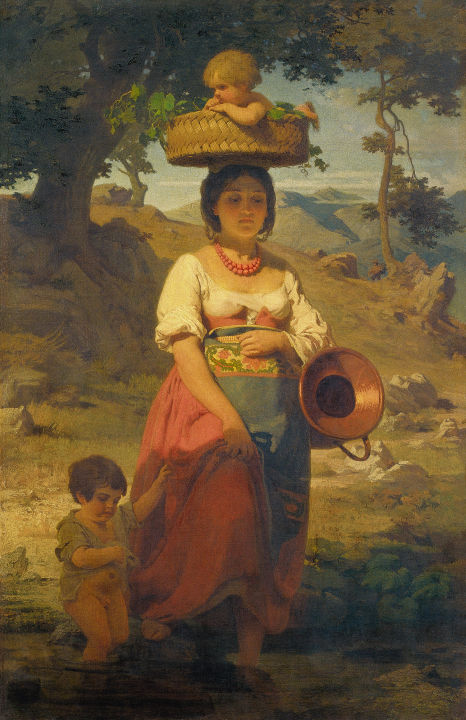
Johann Köler: Italiensk kvinna med barn
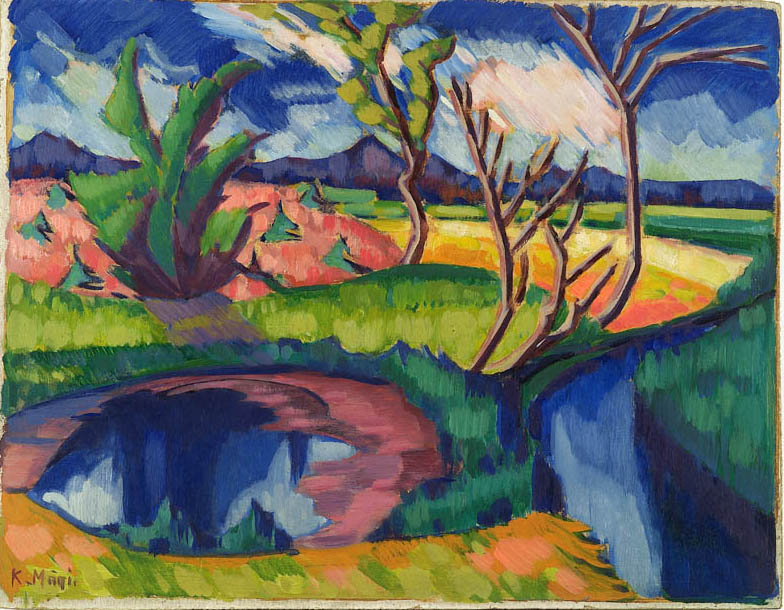
Konrad Mägi: Landskap
Karin Luts: Leerilapsed